# 千葉県道128号日吉誉田停車場線

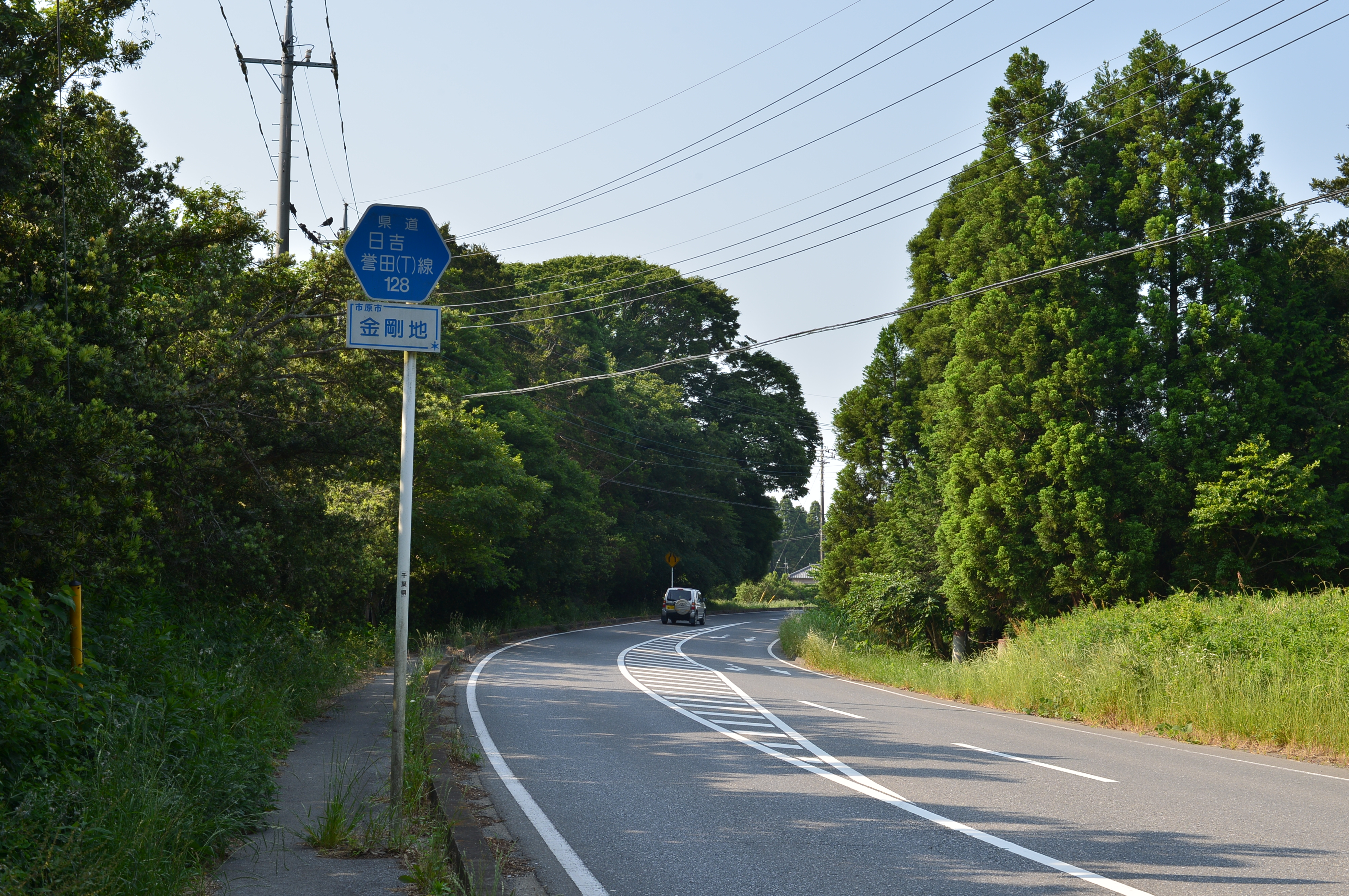
千葉県道128号日吉誉田停車場線
市原市金剛地（2015年5月）

千葉県道128号日吉誉田停車場線（ちばけんどう128ごう ひよしほんだていしゃじょうせん）は、千葉県長生郡長柄町と千葉市緑区のJR誉田駅前を結ぶ一般県道。

## 概要
長生郡長柄町長富の長柄町役場付近を通る千葉県道13号市原茂原線より分岐北上し、長柄町東部と市原市北東部を縦断し、JR外房線誉田駅と接続する路線。長柄町内で、千葉県道13号市原茂原線（茂原街道）と交差し、市原市北東部で千葉県道21号五井本納線と路線を重複する。路線名の「日吉」は、長柄町が昭和の大合併で成立する以前の旧自治体のひとつであった日吉村に由来する。

### 路線データ
- 起点：長生郡長柄町長富（千葉県道13号市原茂原線交点）
- 終点：千葉市緑区誉田町（外房線誉田駅前、千葉県道20号千葉大網線・千葉県道129号誉田停車場中野線・千葉県道130号誉田停車場潤井戸線交点）
- 総延長：*.* km（長生土木事務所管内：*.* km、市原土木事務所管内：*.* km、千葉土木事務所管内：*.* km）
- 重用延長：*.* km（長生土木事務所管内：*.* km、市原土木事務所管内：*.* km、千葉土木事務所管内：*.* km）
- 実延長：*.* km（長生土木事務所管内：7.489 km[1]、市原土木事務所管内：6.906 km[2]、千葉土木事務所管内：*.* km）
- Googleマップ

## 地理

### 通過する自治体
- 千葉県
  - 長生郡長柄町 - 市原市 - 千葉市緑区

### 交差する道路
- 千葉県道13号市原茂原線（起点）
- 千葉県道14号千葉茂原線（長柄町国府里）※一部重複
- 千葉県道21号五井本納線（市原市金剛地 - 東国吉）
- 千葉県道130号誉田停車場潤井戸線（市原市瀬又 - 終点）
- 千葉県道20号千葉大網線・千葉県道129号誉田停車場中野線（終点）

### 周辺
- 長柄町立日吉小学校（長柄町長富）
- 長柄町役場（長柄町長富）
- 丸の内カントリークラブ（長柄町力丸）
- 市原市立市東中学校（市原市東国吉）